# Bernalda
Bernalda (Vernàlle o Bernàlle in dialetto locale) è un comune italiano di 11 894 abitanti della provincia di Matera in Basilicata.

## Geografia fisica

### Territorio
Bernalda sorge su un pianoro prevalentemente pianeggiante a 127 m s.l.m. nella parte finale della Val Basento nella parte meridionale della Provincia di Matera, al confine con la parte nord-occidentale della Provincia di Taranto.
Il suo territorio è compreso tra i fiumi Bradano ad est, che separa il Comune bernaldese dal Comune di Ginosa (TA) (29 km), e Basento che ad ovest separa Bernalda da Pisticci (18 km). A nord confina con il comune di Montescaglioso (24 km), mentre a sud si affaccia sul Mar Jonio (12 km) con 6 km di coste. Il centro storico sorge su un altopiano scosceso verso il mare, dal cui affaccio sono visibili il Mar Jonio e la frazione di Metaponto.

### Clima
Il clima di Bernalda è di tipo mediterraneo, è influenzato dalla vicina presenza del mare, che ne mitiga notevolmente il clima invernale e dalla sua modesta altitudine. Tuttavia la neve, sebbene evento non molto ripetitivo nel corso dell'inverno, cade generalmente ogni anno, ma raramente con grandi accumuli (uno dei più importanti degli ultimi anni è quello dei 20 cm del 16 dicembre 2007). Le temperature minime possono essere, in caso di nottate stellate, sotto gli 0 °C, creando estese gelate e forti inversioni termiche. Le mezze stagioni sono umide e nebbiose, mentre le estati sono molto calde e secche, anche se la zona è soggetta a forti temporali durante le ore più calde del giorno. L'afa estiva può essere opprimente, e le temperature possono superare i 40 °C nei periodi di scirocco, anche se l'umidità relativa non è quasi mai alta.
Secondo i dati medi del trentennio 1961-1990, la temperatura media del mese più freddo, gennaio, si attesta a +7,8 °C, mentre quella del mese più caldo, agosto, è di +26,1 °C.
| Bernalda           | Mesi | Mesi | Mesi | Mesi | Mesi | Mesi | Mesi | Mesi | Mesi | Mesi | Mesi | Mesi | Stagioni | Stagioni | Stagioni | Stagioni | Anno |
| Bernalda           | Gen  | Feb  | Mar  | Apr  | Mag  | Giu  | Lug  | Ago  | Set  | Ott  | Nov  | Dic  | Inv      | Pri      | Est      | Aut      | Anno |
| ------------------ | ---- | ---- | ---- | ---- | ---- | ---- | ---- | ---- | ---- | ---- | ---- | ---- | -------- | -------- | -------- | -------- | ---- |
| T. max. media (°C) | 12,3 | 13,5 | 16,3 | 19,6 | 24,1 | 29,0 | 32,5 | 33,0 | 29,0 | 23,1 | 17,8 | 14,3 | 13,4     | 20,0     | 31,5     | 23,3     | 22,0 |
| T. min. media (°C) | 3,3  | 3,6  | 5,8  | 7,6  | 11,8 | 16,2 | 18,9 | 18,9 | 16,8 | 12,6 | 9,1  | 4,8  | 3,9      | 8,4      | 18,0     | 12,8     | 10,8 |

## Storia

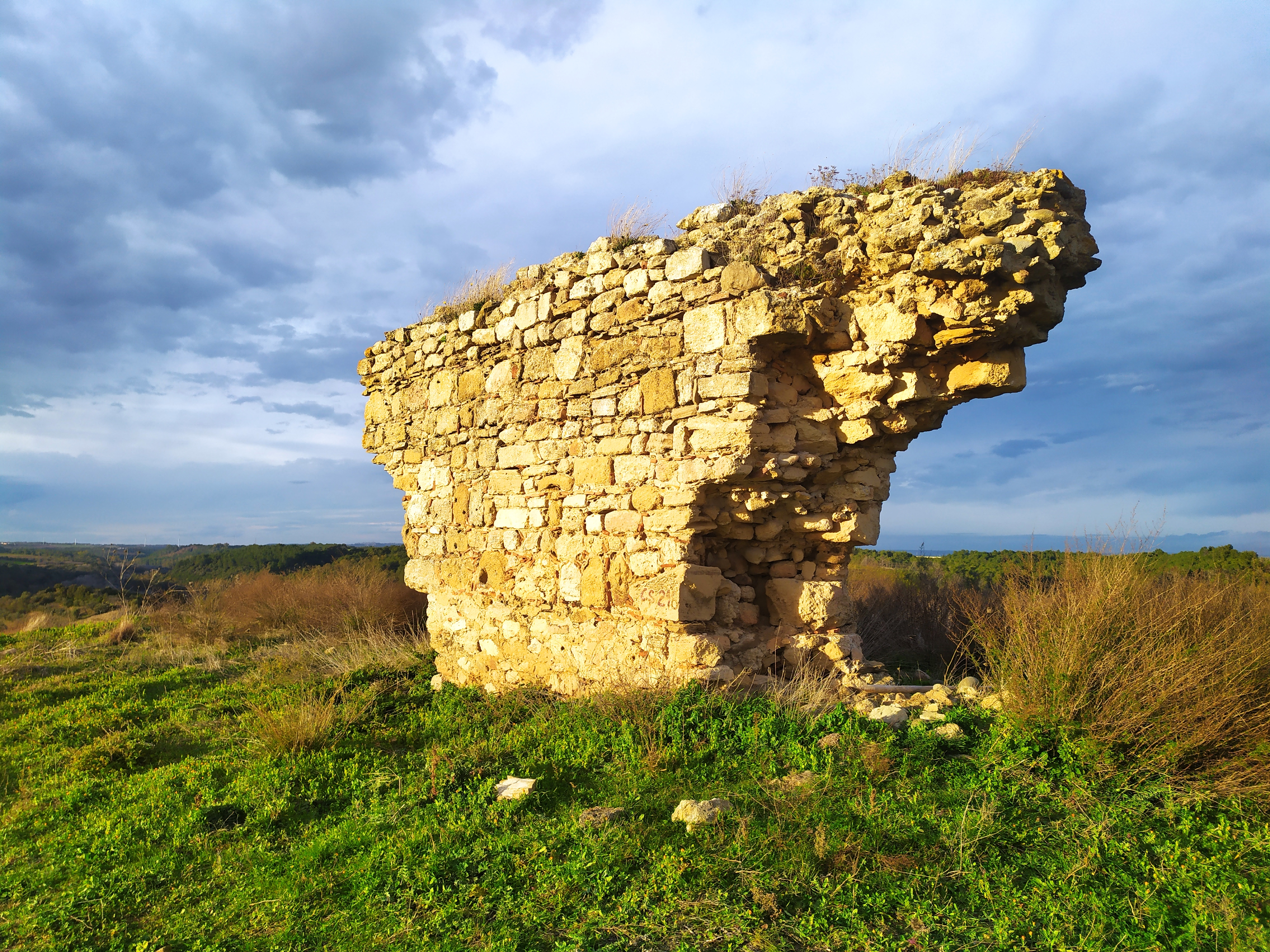
La Petra di San Giovanni (o parete) in Contrada Avinella, testimonianza di epoca medievale del villaggio precamardense.

La storia di Bernalda non è molto antica, se la si mette in relazione con altri centri del Metapontino.
Verso la fine del III sec. a.C. la città di Metaponto fu saccheggiata e completamente distrutta dai romani. Una parte dei suoi abitanti si spostò sulla collina tra l'attuale chiesetta di San Donato e la Madonna degli Angeli, dove dettero origine ad un agglomerato di case denominato Camarda.

Di queste origini greche non si è ancora in grado di fornire alcuna testimonianza certa. Il primo documento in cui si trova citato un villaggio con il nome di Camarda risale al 1099. Successivamente, nell'anno 1180, Camarda, già costituita come feudo, fu assegnata a Riccardo e nel 1350 ne divenne proprietario Bertrando del Balzo, conte di Montescaglioso.
Sebbene il lungo periodo che la precede sia tuttora avvolto nel mistero, la storia di Bernalda emerge dall'incertezza soltanto alla fine del XV secolo, in seguito al progetto del primo nucleo voluto da Pirro Del Balzo. Il nome Bernalda risale, infatti, al 1497 quando, sulle rovine dell'antica città di Camarda, il segretario del re Alfonso II d'Aragona, il nobile cosentino Bernardino de Bernaudo, membro dell'omonima famiglia patrizia calabrese, decise di spostare il villaggio di Camarda nella zona del Castello.  Il barone prestò la massima attenzione nel costruire il nuovo centro abitato, che infatti da lui prenderà il nome di Bernalda, situandolo sul promontorio sporgente sulla vallata del Basento e dandogli un impianto viario in cui sette strade larghe vennero intersecate da otto stradine trasversali che oggi formano il centro storico. Lungo le strade più importanti sorsero i palazzi signorili, caratteristici del paese.
Sempre durante la dominazione aragonese furono costruiti il Castello e la Chiesa Madre.
Nel 1735 dimorò a Bernalda Carlo III di Borbone, il quale volle visitare i territori del suo regno, appena acquisito in seguito alla guerra di secessione polacca.
Per la grande ospitalità ricevuta, il re volle premiare il centro che lo aveva ospitato e il 20 gennaio 1735, con un decreto legislativo, conferì a Bernalda il titolo di città. Il 9 febbraio 1799 il generale Jean Antoine Étienne Vachier detto Championnet inserì il paese nel circondario di Pisticci. Giuseppe Maria Alfano, negli anni Venti del 1800, descrive l'economia agricola del paese, appartenente alla diocesi di Acerenza (PZ), ricca di grano, legumi, olio, cotone e pascoli. Nello stesso periodo, il 21 dicembre del 1819, re Ferdinando I di Borbone firmò il decreto (n. 2020) che permise la celebrazione di una fiera annuale: «da' 16 fino al mezzodì de' 19 di maggio», dedicata al patrono San Bernardino da Siena
Il successore Ferdinando II di Borbone, il 1º dicembre del 1831 autorizza, (decreto n. 636), l'ampliamento del borgo, scegliendo il fondo denominato “Difesa di san Donato”, che si trova all'estremo opposto rispetto al nucleo urbanistico sorto attorno alla Chiesa Madre e al castello. Qualche anno più tardi, nel 1834, venendo incontro ai tanti contadini bisognosi, fu istituito anche qui un monte frumentario. I moti del 1820-1821 e dei decenni successivi suscitano anche in paese posizioni contrastanti, arresti e aiuti per la spedizione garibaldina.
Nel 1864 gli abitanti censiti sono circa seimila, ma l'economia è ancora prevalentemente agricola, grazie al cotone e allo zafferano. Non manca la pesca, grazie alla vicinanza del fiume Basento e la caccia nei boschi limitrofi.
L'8 settembre del 1865 Bernalda, grazie ad un altro decreto firmato dall'allora re d'Italia, Vittorio Emanuele II, diventa una sezione del collegio elettorale di Matera numero 53, staccandosi da Pisticci (MT). Il sovrano accetta così la richiesta della municipalità bernaldese del 13 novembre 1865, in cui si segnalava la lunghezza e la difficoltà delle strade attraversate dai fiumi. Era assai disagevole, dunque, per i 40 elettori residenti recarsi nel territorio pisticcese ad esprimere il proprio voto.
Anche Bernalda è stata teatro di eccidi della popolazione civile, stragi legate alle situazioni storico-politiche e sociali del tempo: da quella del 26 marzo 1862, perpetrata nel quadro della repressione del brigantaggio, che provocò 10 o 12 vittime, a quella dell'8 aprile 1888, provocata dalla repressione delle proteste popolari contro la "tassa di capitazione", che fece quattro morti, fino a quella fascista del 31 gennaio 1923, che costò la vita a 3 persone.
Come nel resto del Mezzogiorno, tra gli ultimi decenni dell'Ottocento e la prima metà del Novecento anche molti abitanti di Bernalda emigrarono in cerca di fortuna.
Nel 1930 il territorio comunale, prima molto piccolo, si ampliò notevolmente con l'acquisizione dell'area di Metaponto e il conseguente sbocco sul mare, prima appartenente al comune di Pisticci.
Già nel 1922 era attiva in paese la “rispettabile loggia” massonica «Nazionale n° 103» fedele alla Gran Loggia d’Italia degli Antichi Liberi Accettati Muratori, obbedienza di Piazza del Gesù a Roma. Settant'anni dopo, nel 1992, dalle indagini del giudice Agostino Cordova risulta che tre bernaldesi sono iscritti alla massoneria.
Nel 2001 viene pubblicato il saggio dell'antropologa statunitense Dorothy Louise Zinn intitolato Raccomandazione: Clientelism and Connections in Italy, frutto di uno studio sul campo effettuato dall'autrice proprio a Bernalda, sulle orme del lavoro di Edward C. Banfield nel paese — anch'esso lucano, ma del potentino — di Chiaromonte.

### Simboli
Nello stemma comunale è raffigurato un bue di colore bianco su sfondo azzurro che reca nella bocca tre spighe d'oro simbolo delle memorie di Metaponto, accompagnato in capo a destra da tre stelle, anch'esse d'oro, che celebrano la concessione del titolo di Città.
Il gonfalone è un drappo partito di rosso e d'azzurro.

## Monumenti e luoghi d'interesse

### Architetture religiose

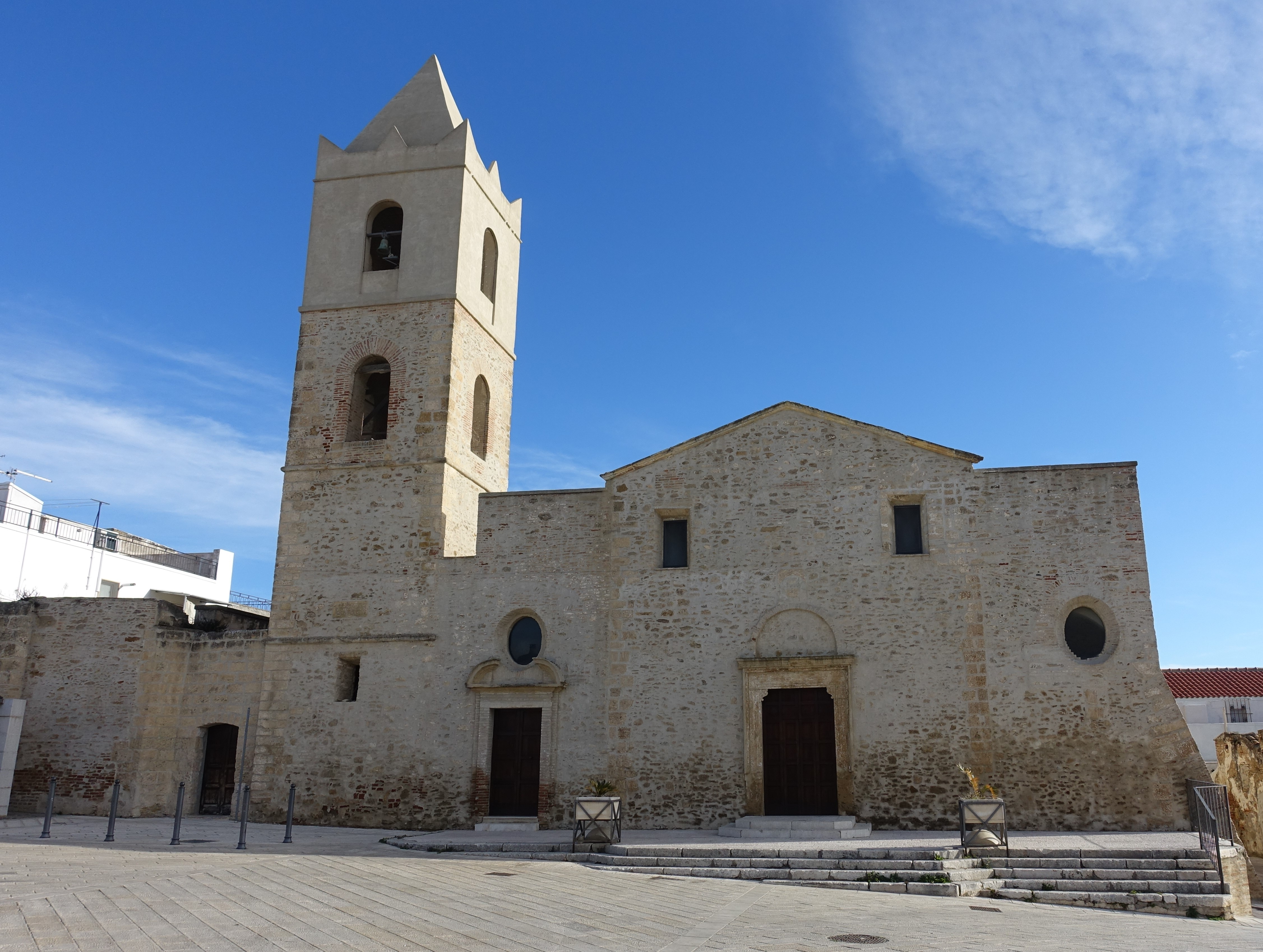
Chiesa di San Bernardino da Siena (Chiesa Madre), Bernalda

- Chiesa di San Bernardino da Siena, edificata nel 1530 da Bernardino de Bernaudo. Il nucleo originario della chiesa Madre risulta piccolo e proporzionato alla popolazione iniziale del villaggio. La Matrice nasce, infatti, come chiesa ad una sola navata, di ridotte dimensioni. Nel corso del XVII secolo la chiesa subì un primo e sostanziale ampliamento che si concretizzò nell'aggiunta di una seconda navata. Nella chiesa Madre vi erano: un cimitero riservato ai sacerdoti, che si trovava al disotto del coro, e un altro, corrispondente al battistero, riservato ai bambini che morivano entro il settimo anno di età e regolarmente battezzati.[18] Prima dell'attuale restauro, la chiesa fu ritoccata nel 1930, 1952 e alla fine degli anni settanta. Nella piazza antistante la Chiesa, sul lato sinistro guardando verso l'ingresso, è collocata un'opera (statua in bronzo) dello scultore Nicola Morelli raffigurante San Bernardino da Siena. Molto particolare la rappresentazione che l'artista materano ha voluto dare al volto del santo patrono. Sull'epigrafe della statua si legge: "Il Comitato Festa - e il popolo di Bernalda - con la collaborazione - della civica - amministrazione - all'amato patrono - S. Bernardino da Siena - custode forte e sicuro - della concordia civile - soccorritore premuroso - e potente dei bernaldesi - testimone impetuoso - delle implicazioni umane - della fede in Gesù Cristo - via verità e vita - Bernalda - Festa di S. Bernardino - 23 agosto 1988".

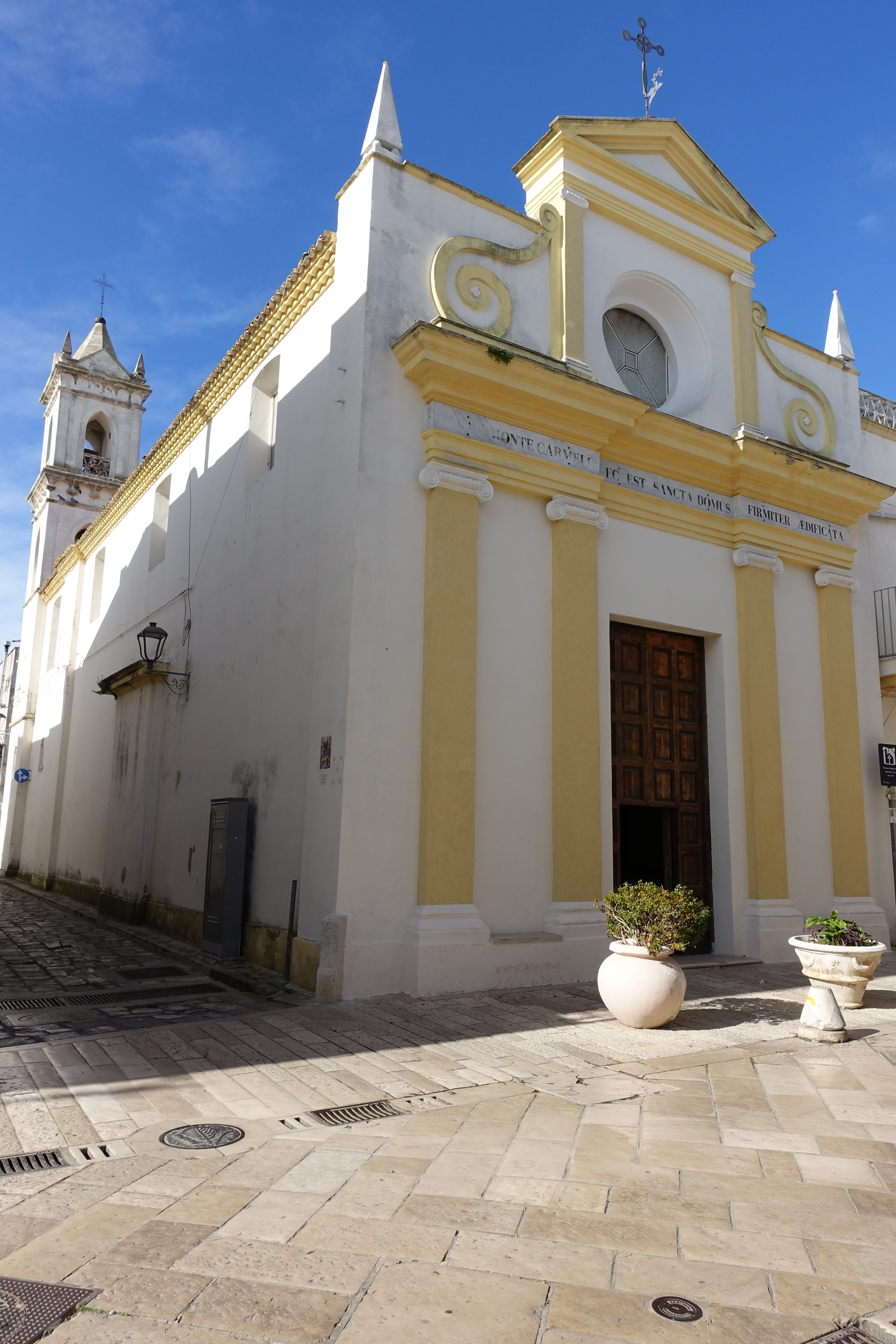
Chiesa della Madonna del Carmine, Bernalda

- Chiesa Madonna del Carmine, edificata nel XVI secolo è andata soggetta ad almeno due o tre rifacimenti ed ampliamenti, prima di raggiungere le attuali dimensioni. Nel 1678 la chiesa è dotata di un solo altare con l'immagine della Madonna del Carmelo dipinta sul muro. Nella seconda metà dell'Ottocento fu ampliata per ospitarvi delle statue e un grande Crocifisso ligneo del XVII secolo.
- Chiesa del Convento, il Convento di Sant'Antonio da Padova, con l'annessa chiesa, fu fondato nel 1616. Al momento dell'intitolazione della chiesa si formarono due fazioni tra i fedeli: una voleva che fosse dedicata all'Immacolata, l'altra a sant'Antonio di Padova. Per non scontentare nessuno ci si affidò alla sorte, che scelse Sant'Antonio. Il prospetto attuale della chiesa fu costruito nell'Ottocento. Dopo l'unità d'Italia, si dispose la conversione del patrimonio immobiliare di tutti gli enti ecclesiastici. Tali conseguenze videro l'allontanamento dei religiosi e l'arrivo degli uffici comunali. Di notevole importanza in questa chiesa il Crocifisso ottocentesco che vede Cristo inchiodato sulla croce con il capo reclinato sulla spalla destra e i fianchi cinti da un drappo bianco.

### Architetture militari

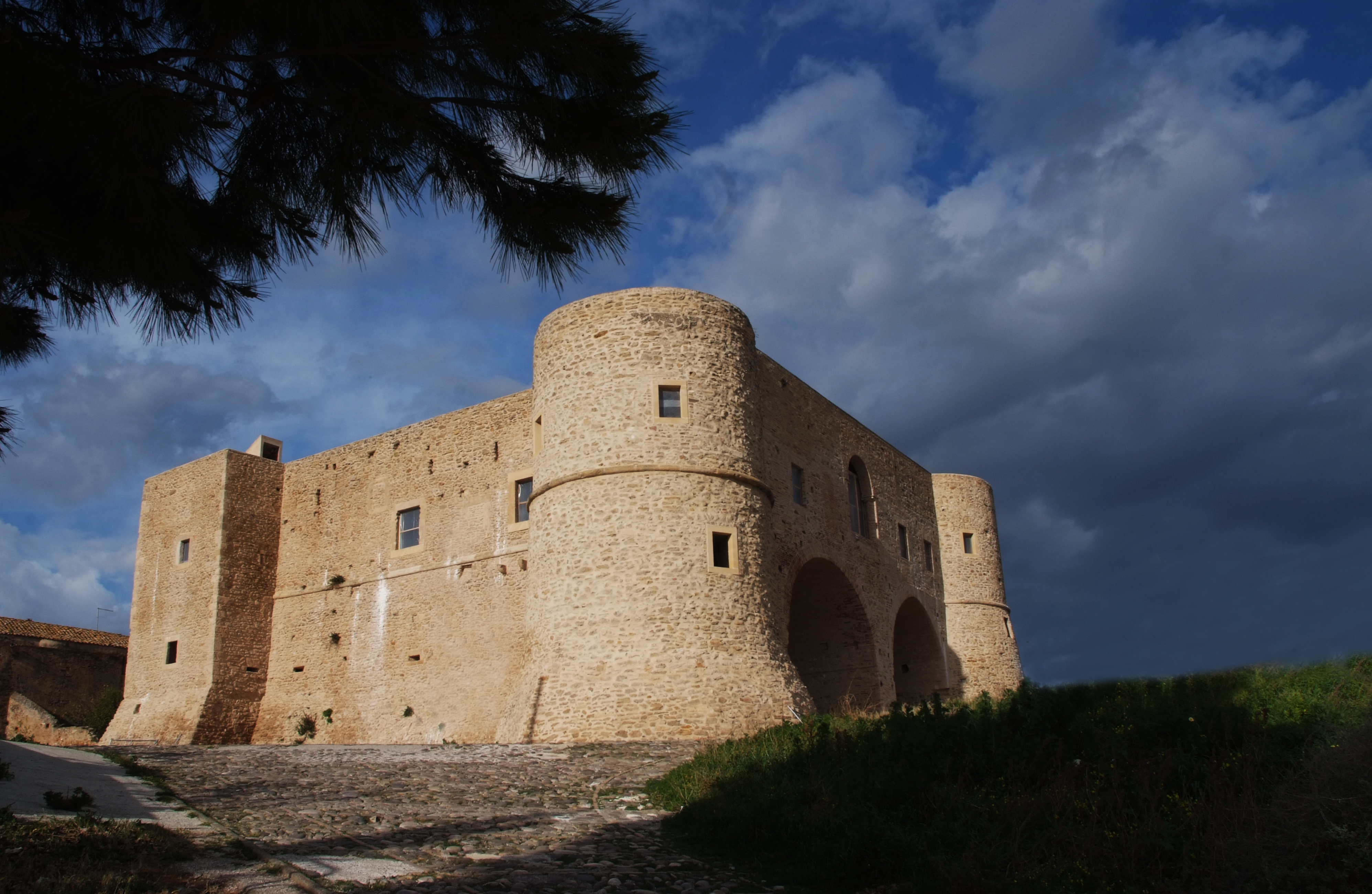
Castello di Bernalda

- Castello di Bernalda: Il castello fu costruito con ogni probabilità dai Normanni, nell'XI secolo e restaurato dagli Aragonesi, durante la loro dominazione, dove fu ampliato, fortificato e difeso da un fossato e da un ponte levatoio. A ponente si nota una torre sottile e quadrata più antica degli altri bastioni di forma rotonda e la facciata che guarda la Chiesa Madre è frutto di un successivo rifacimento.

### Architetture civili

#### Palazzi
- Palazzo Graziadei

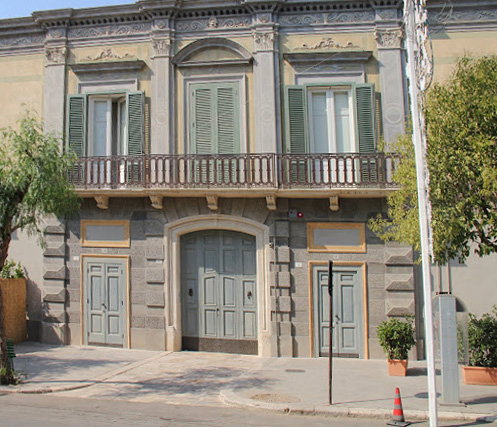
Palazzo Margherita, proprietà di Francis Ford Coppola

- Palazzo Fischetti (con ingresso in via Manzoni e prospiciente l'omonima chiesa)
- Palazzo Margherita
- Palazzo Lacava
- Palazzo Guida
- Palazzo Appio

#### Piazze
- Piazza San Bernardino
- Piazza Garibaldi
- Piazza Plebiscito
- Piazza del Popolo
- Piazza D'Acquisto
- Piazza De Gasperi

#### Monumenti
- Ai caduti durante le guerre, in piazza Plebiscito
- Statua in onore di Padre Pio, in piazza Plebiscito
- Statua in onore di san Bernardino da Siena, in piazza San Bernardino da Siena
- Statua in onore di Mons. Domenico (detto Mimì) D'Elia, in largo San Donato
- Scultura in onore di San Francesco d'Assisi, ricavata da un tronco d'ulivo ultrasecolare in zona PIP nei pressi della SS 407 Basentana

#### Siti archeologici
- Metaponto
- Masseria Sant'Angelo Vecchio dell'Avenella
- Museo archeologico nazionale di Metaponto

## Società

### Evoluzione demografica
Abitanti censiti

### Etnie e minoranze straniere
Al 31 dicembre 2023 la popolazione straniera era di 1 063 persone, pari al 9,66% dei residenti.

### Lingue e dialetti
Il dialetto bernaldese fa parte del dialetto metapontino, parlato in tutti i paesi della costa jonica lucana e alto-calabrese, seppure con inflessioni che variano leggermente da paese a paese.
Molti termini coincidono con quelli del dialetto campano, altri con quelli del dialetto pugliese, soprattutto dialetto tarantino; c'è da dire che seppure trovandosi in provincia di Matera, il dialetto bernaldese è piuttosto differente da quello di quest'ultima città poiché si avvicina di più a quelli lucani centro-meridionali, seppur presentando alcune similitudini con i dialetti pugliesi-salentini e calabresi.
Un dialetto molto simile al bernaldese lo si parla nei comuni di Pisticci, Montalbano Jonico e Scanzano Jonico, e, in misura minore, anche nei comuni di Montescaglioso, Miglionico e Ginosa, sebbene questi ultimi tre siano più a diretto contatto con il dialetto pugliese.

## Cultura

### Istruzione
A Bernalda è presente la sede dell'Istituto d'Istruzione Superiore Bernalda-Ferrandina, che comprende il Liceo Scientifico "Matteo Parisi" e l'Istituto tecnico-commerciale "Adriano Olivetti" con gli indirizzi AFM (Amministrazione, Finanza e Marketing), CAT (Costruzione Ambiente e Territorio) e Turismo. Per effetto del dimensionamento della rete scolastica, il 1º settembre 2015, in seguito alla fusione del primo e del secondo ciclo d'istruzione, è stato costituito l'Istituto Comprensivo "Pitagora".

### Media

#### Radio
Radio Bernalda 103mHz, prima radio lucana, cominciò le trasmissioni nell'agosto 1976; negli anni ottanta invece si affermò una radio chiamata Radio Libera 100, ora fusasi insieme a Radio anch'io in Radio Radiosa.

### Cucina

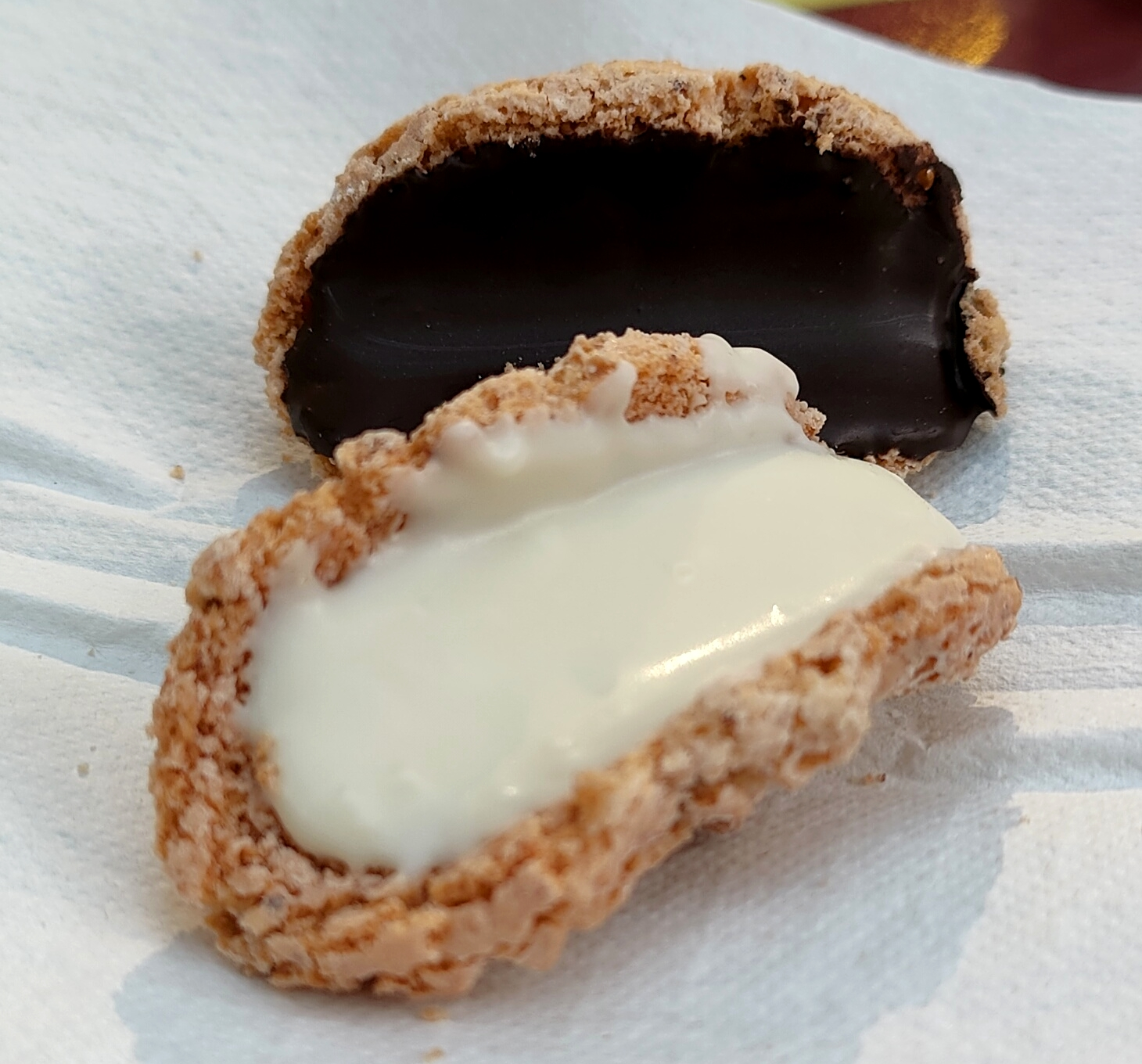
Scorzette

Primo piatto tipico di Bernalda è la pasta con fagiolini e cacioricotta, una ricetta risalente almeno alla metà del Novecento, preparata con fagiolino dolico dall'occhio a cui si aggiunge passata di pomodoro e cacioricotta.
Tra i dolci sono da menzionare le scorzette, preparate con albume, mandorle e cioccolato fondente fuso. Una variante sostituisce mandorle e cioccolato fondente con nocciole e cioccolato bianco.

## Geografia antropica

### Urbanistica

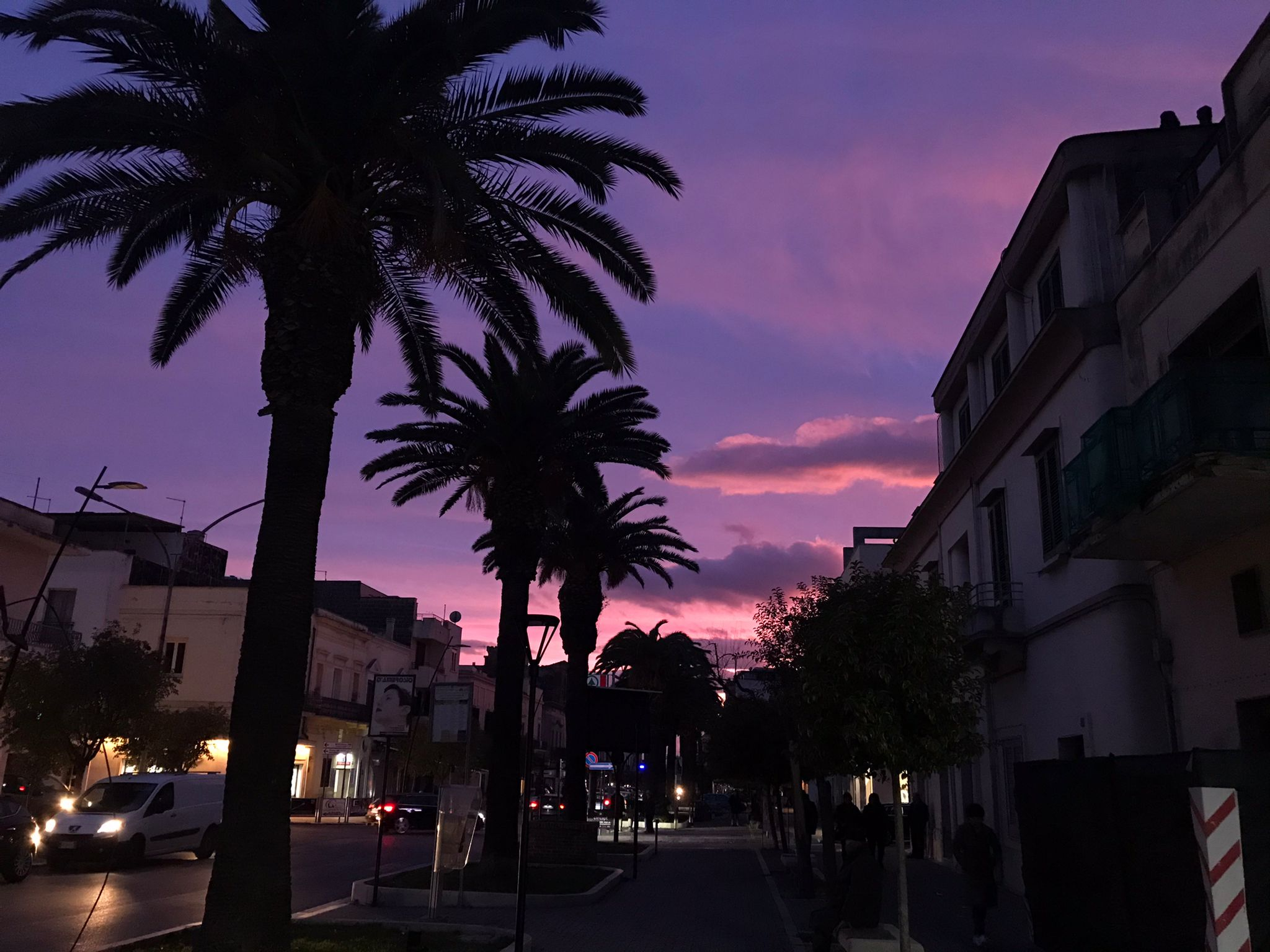
Bernalda al tramonto

La città ha tre tipologie urbanistiche:
- il centro storico, che va dal castello Aragonese, la Chiesa Madre, piazza San Bernardino, il trecentesco Palazzo Fischetti (in via Manzoni con le balconate in via Cavour) fino a piazza Plebiscito;
- il centro, nato dai quartieri sorti fra l'Ottocento e il Novecento che delimitano su entrambi i lati il lungo corso Umberto I, lungo circa 1,2 km, che parte in piazza Cavour e termina in largo San Donato percorrendo longitudinalmente tutto il centro abitato e dividendolo di fatto in due metà. È il nucleo della vita cittadina e su ambo i lati si estendono larghi marciapiedi alberati con numerose attività commerciali.
- Bernalda nuova, che nasce con l'unificazione urbanistica dei nuovi quartieri sorti negli anni ottanta-novanta e si sviluppa attorno a tre direttrici: da via Nuova Camarda verso il cimitero Monumentale Comunale, da via Veneto verso la provinciale per Matera ed infine da Viale della Resistenza al rione Matine Angeliche e lo Stadio Comunale "Michele Lorusso".

In generale, lo schema urbanistico-architettonico della zona centro fu progettato come schema a maglia ortogonale, in cui ogni via interseca le proprie perpendicolari continuativamente all’intersezione di ogni incrocio. Ogni edificio (o insieme di essi) diventa così un isolato. Di conseguenza ogni via della zona diventa automaticamente o perpendicolare o parallela al corso Umberto I.

## Economia
L'economia si fonda sull'agricoltura del metapontino e sul turismo archeologico e balneare, che coinvolge prevalentemente la frazione di Metaponto, dove sono presenti il museo archeologico e le rovine della colonia magnogreca e numerosi stabilimenti balneari, campeggi e villaggi turistici. Nel 2024, per il settimo anno consecutivo, è stato assegnato al comune il riconoscimento Bandiera Blu della FEE.

## Infrastrutture e trasporti
La città di Bernalda è attraversata da due superstrade ad alto scorrimento (una di categoria strada extraurbana secondaria e l'altra extraurbana principale) a quattro corsie che si intersecano a croce tra loro nei pressi di Metaponto Borgo (frazione di Bernalda) e tagliano il territorio di Bernalda in quattro spicchi: la SS 407 Basentana da Potenza verso Metaponto e la SS 106 Jonica da Taranto verso Reggio Calabria.
La città è servita da due stazioni ferroviarie: la stazione di Bernalda, ubicata nei pressi della zona PIP di Bernalda e la stazione di Metaponto, ubicata nei pressi del borgo.

## Amministrazione
| Periodo | Periodo   | Primo cittadino             | Partito                                         | Carica       | Note   |
| ------- | --------- | --------------------------- | ----------------------------------------------- | ------------ | ------ |
| 1948    | 1948      | Domenico Santarcangelo      | Partito Comunista Italiano                      | Sindaco      |        |
| 1948    | 1949      | Domenico Delicio            | Partito Comunista Italiano                      | Sindaco f.f. |        |
| 1949    | 1951      | Orazio Guernieri            | -                                               | Comm. pref.  |        |
| 1951    | 1951      | Guido Coletta               | -                                               | Comm. pref.  |        |
| 1951    | 1952      | Arcangelo D’Alessandro      | -                                               | Comm. pref.  |        |
| 1952    | 1952      | Filippo Grieco              | -                                               | Comm. pref.  |        |
| 1952    | 1956      | Berardino Grieco            | Partito Socialista Italiano                     | Sindaco      |        |
| 1956    | 1960      | Berardino Santorsola        | Democrazia Cristiana                            | Sindaco      |        |
| 1960    | 1963      | Giulio Cesare D’Alessandro  | Partito Socialista Italiano                     | Sindaco      |        |
| 1963    | 1965      | Donato Madio                | Democrazia Cristiana                            | Sindaco      |        |
| 1965    | 1967      | Vincenzo Manzi              | Democrazia Cristiana                            | Sindaco      |        |
| 1967    | 1967      | Mario Maiorana              | -                                               | Comm. pref.  |        |
| 1967    | 1968      | Pasquale Saracino           | -                                               | Comm. pref.  |        |
| 1968    | 1968      | Pietro Antonio Rasulo       | Partito Socialista Italiano di Unità Proletaria | Sindaco      |        |
| 1968    | 1968      | Pasquale Saracino           | -                                               | Comm. pref.  |        |
| 1968    | 1969      | Cosimo Damiano Russo        | Partito Comunista Italiano                      | Sindaco      |        |
| 1969    | 1970      | Pasquale Saracino           | -                                               | Comm. pref.  |        |
| 1970    | 1971      | Francesco Viggiano          | Partito Socialista Democratico Italiano         | Sindaco      |        |
| 1971    | 1975      | Paolo Panetta               | Partito Liberale Italiano                       | Sindaco      |        |
| 1975    | 1984      | Cosimo Damiano Pizzolla     | Partito Socialista Italiano                     | Sindaco      |        |
| 1984    | 1985      | Nunzio Luigi Viggiano       | Partito Comunista Italiano                      | Sindaco      |        |
| 1985    | 1990      | Francesco Pizzolla          | Democrazia Cristiana                            | Sindaco      |        |
| 1990    | 1991      | Nicola Salvatore Dommarco   | Democrazia Cristiana                            | Sindaco      |        |
| 1991    | 1994      | Angelo Gabriele Tataranno   | Partito Democratico della Sinistra              | Sindaco      |        |
| 1994    | 1995      | Nunzio Dibiase              | Democrazia Cristiana                            | Sindaco      |        |
| 1995    | 1999      | Giuseppe Pesare             | Partito Democratico della Sinistra              | Sindaco      |        |
| 1999    | 2004      | Giuseppe Petrocelli         | L'Ulivo                                         | Sindaco      |        |
| 2004    | 2009      | Francesco Antonio Renna     | Uniti nell'Ulivo                                | Sindaco      |        |
| 2009    | 2010      | Mariarita Rachele Iaculli   | -                                               | Comm. pref.  |        |
| 2010    | 2013      | Leonardo Chiruzzi           | Centrosinistra Ramoscello d'Ulivo               | Sindaco      | [ 27 ] |
| 2013    | 2014      | Rosalia Ermelinda Camerini  | -                                               | Comm. pref.  |        |
| 2014    | 2019      | Domenico Raffaele Tataranno | Lista civica Bernalda e Metaponto Al Centro     | Sindaco      | [ 28 ] |
| 2019    | 2021      | Domenico Raffaele Tataranno | Lista civica Più Bernalda e Metaponto           | Sindaco      | [ 29 ] |
| 2021    | 2021      | Mariarita Rachele Iaculli   | -                                               | Comm. pref.  | [ 30 ] |
| 2021    | 2024      | Domenico Raffaele Tataranno | Lista civica Uniamoci per Bernalda e Metaponto  | Sindaco      | [ 31 ] |
| 2024    | 2025      | Francesca Matarazzo         | Lista civica Uniamoci per Bernalda e Metaponto  | Sindaco f.f. |        |
| 2025    | in carica | Francesca Matarazzo         | Lista civica Prima Bernalda e Metaponto         | Sindaco      |        |

### Gemellaggi
- Siena, dal 1980
- L'Aquila, dal 1981
- Massa Marittima, dal 1985
- Mirabella Eclano, dal 1996
- Venosa, dal 2010[32]
- Marsicovetere, dal 2019[33]

## Sport
La società sportiva che ha partecipato al campionato di maggior livello è l'ASD Bernalda Futsal, squadra che ha raggiunto la Serie A2 del Campionato Nazionale di calcio a 5 e con il settore giovanile sempre nel campionato nazionale Under 19.
Iscritta al campionato regionale di calcio a 5 vi è anche l'Old Boys Bernalda, che disputa la Serie C2.
Avevano sede nel comune la società Cestistica Bernalda fondata nel 1954, che ha militato ininterrottamente per 15 anni nei campionati nazionali di Serie B e C e la Stella Azzurra, entrambe non più attive in paese.
La squadra di calcio locale è la società Peppino Campagna Bernalda, militante in Promozione Basilicata, che raccoglie l'eredità dell'U.S. Bernalda (Unione Sportiva Bernalda), squadra storica del panorama lucano partecipante in passato per più volte alla Serie D.
La squadra di pallavolo è la Camarda Volley Bernalda, nata dall'unione delle società Carioca e Olimpia, anch'esse in passato partecipanti alla serie B Nazionale.

### Impianti sportivi
- Stadio comunale Michele Lorusso
- Palazzetto dello sport "Peppino Campagna", 1200 posti a sedere
- Palazzetto dello sport "PalaGalilei", 500 posti a sedere
- Palazzetto dello sport di Metaponto
- Stadio comunale di Metaponto
- Golf Club Metaponto